# Viksai
Viksai (voller Thronname Somdet Brhat Chao Vijaya Raja Sri Sadhana Kanayudha; † 1638 in Luang Phrabang) war zwischen 1637 und 1638 König des laotischen Königreiches von Lan Xang.

## Leben
Viksai war der jüngste Sohn von König Mom Kaeo und folgte seinem älteren Bruder Ton Kham (reg. 1633 bis 1637) auf den Thron. Viksai wurde im Palast ausgebildet, starb aber bereits im Jahr nach seiner Thronübernahme. Er hinterließ zwei Söhne:
- Prinz (Chaofa) Puya (Bu), der nach der Machtübernahme seines Cousins Sulinyavongsa 1638 nach Mueang Chieng Khan flüchtete und später in einen Tempel eintrat; er starb in Nakhon Phanom und hinterließ einen Sohn:
  - Nantharat, der später König von Lan Xang wurde und zwischen 1695 und 1698 regierte
- Prinz (Chaofa) Jaya (Soi), der nach der Thronübernahme seines Cousins Sulinyavongsa nach Sapu Luang flüchtete